# Швейцария на «Евровидении-1958»
Швейцария принимали участие в Евровидении 1958, проходившем в Хилверсюме, Нидерланды. На конкурсе её представляла Лиз Ассиа с песней «Giorgio». В этом году страна заняла второе место, получив 6 баллов от Нидерландов, 5 от Люксембурга, 4 балла от Швеции и Италии, по 3 от Франции и 2 балла от Бельгии. Страна отдала лишь 1 балл победителю, 3 балла Швеции, 2 балла Австрии, по 1 баллу Италии, Нидерландам, Люксембургу и Бельгии. Комментатором конкурса от Швейцарии в этом году были Теодор Галлер и Джорджс Харди, глашатаем — Мани Вебер.